# Коллеп'єтро
Коллеп'єтро (італ. Collepietro) — муніципалітет в Італії, у регіоні Абруццо,  провінція Л'Аквіла.
Коллеп'єтро розташований на відстані близько 115 км на схід від Рима, 36 км на південний схід від Л'Акуїли.
Населення — 240 осіб (2014).
Щорічний фестиваль відбувається 24 червня. Покровитель — святий Іван Хреститель.

## Демографія
Населення за роками:

Станом на 1 січня 2023 року в муніципалітеті офіційно проживало 20 іноземців з 6 країн, серед них 15 громадян країн Євросоюзу.

## Сусідні муніципалітети
- Буссі-суль-Тірино
- Капестрано
- Навеллі
- Пополі
- Сан-Бенедетто-ін-Перилліс